# Pat Patfoort
Pat Patfoort (Belgio, 1949) è un'antropologa e biologa belga, nota come formatrice alla nonviolenza.

## Biografia
Nella sua formazione, è stata segnata dai numerosi contatti con le associazioni gandhiane fondate da Giuseppe Giovanni Lanza del Vasto, nonché dalla formazione religiosa e la lunga permanenza (otto anni) in Africa Occidentale.
Ha lavorato, a livello nazionale e internazionale, come trainer e mediatrice sulle tematiche della trasformazione e della gestione nonviolenta dei conflitti, ideando un originale approccio teorico (denominato "Mme-model"), che ha applicato nell'educazione dei suoi due figli e verificato in questi trent'anni di formazione.
Dirige il Centro per la gestione nonviolenta del conflitto "De Vuurbloem" ("Il fiore di fuoco") a Bruges, in Belgio, di cui è anche cofondatrice.
La sua attività l'ha vista impegnata sia nelle principali Università del mondo (in Belgio, Italia, Paesi Bassi, Svezia, Spagna, Stati Uniti, Russia, ecc.), così come in associazione con varie realtà pacifiste e nonviolente, religiose (Quaccheri, Pax Christi) o istituzionali (OSCE, Consiglio d'Europa, Nazioni Unite). Il suo approccio le permette di lavorare con una grande varietà di gruppi (bambini, adolescenti, genitori, insegnanti, educatori), nelle più diverse situazioni di conflitto (relazioni familiari, professionali, culturali).
Importante è stata la sua attività di facilitazione nell'intervento di dialogo e riconciliazione tra gruppi etnici in conflitto, come in Caucaso, Kossovo, Ruanda, Congo e Senegal.

## Opere
- Una introduzione alla nonviolenza. Presentazione di uno schema di ragionamento, Edizioni del Movimento Nonviolento, Verona (1988);
- Costruire la nonviolenza. Per una pedagogia dei conflitti, La Meridiana, Molfetta (Bari) (1992);
- Io voglio, tu non vuoi. Manuale di educazione nonviolenta, EGA Editore, Torino (2001);
- Difendersi senza aggredire. Il potere della nonviolenza, EGA Editore, Torino (2006).